# World Athletics
World Athletics, bis 2019 International Association of Athletics Federations (IAAF), ist der Dachverband aller nationalen Sportverbände für Leichtathletik.

## Geschichte

Logo der IAAF bis 2019

Der Verband wurde 1912 auf seinem Kongress in Schwedens Hauptstadt Stockholm von Delegierten aus 17 Ländern als International Amateur Athletics Federation gegründet und trug nach der Streichung des Begriffs Amateur von 2001 bis 2019 den Namen International Association of Athletics Federations (IAAF, deutsch Internationaler Verband der Leichtathletikverbände, kurz: Leichtathletik-Weltverband). Der Sitz war zunächst in Stockholm, da das Büro in der Nähe des Präsidenten sein sollte. 1946 wurde er nach London verlegt. Seit Oktober 1993 ist der Sitz in Monaco. World Athletics gehören derzeit 214 Mitgliedsverbände an. Amtierender Präsident ist der Brite Sebastian Coe.
Am 23. März 2023 gab der Verband bekannt, vom Monatsende an keine Transfrauen mehr an Frauenwettbewerben teilnehmen zu lassen, sofern diese eine männliche Pubertät durchlaufen haben. Vormals war eine Teilnahme an den Testosteronspiegel gekoppelt gewesen. Die Entscheidung sei erfolgt, um „alle biologischen Frauen in unserem Sport zu schützen“, so Präsident Coe.

## Aufgaben
Das Aufgabengebiet beinhaltet die Standardisierung von Methoden zur Zeitnehmung und von Rekorden. World Athletics richtet auch zahlreiche internationale Leichtathletikwettbewerbe aus, darunter seit 1983 die Leichtathletik-Weltmeisterschaften. Darüber hinaus führt der Verband die Listen der offiziellen Weltrekorde. Ab 1982 öffnete die damalige International Amateur Athletics Federation ihre Statuten, um den Athleten Aufwandsentschädigungen für ihre Teilnahme an internationalen Wettbewerben zu erlauben. Folgerichtig strich der Verband bei einem Kongress im Jahr 2001 den Begriff Amateur aus seinem Namen und benannte sich um in International Association of Athletics Federations. Nach den am 6. Oktober geendeten Weltmeisterschaften 2019 nannte sich die IAAF in World Athletics um und erhielt ein neues Logo.
2012 – im Jahr der 100-Jahr-Feierlichkeiten des Verbandes – wurde eine IAAF Hall of Fame eingerichtet. In diese werden nicht mehr aktive Athleten aufgenommen, die sich in ihrer Karriere durch besondere Leistungen hervorgetan haben. Die Aufnahme gilt als höchste Auszeichnung des Internationalen Leichtathletikverbandes.

## Veranstaltungen
Der Verband organisiert folgende Veranstaltungen:
- Leichtathletik-Weltmeisterschaften (seit 1983) (offiziell: World Athletics Championships)
- Leichtathletik-Hallenweltmeisterschaften (seit 1985) (offiziell: World Athletics Indoor Championships)
- Leichtathletik-U20-Weltmeisterschaften (offiziell: World Athletics U20 Championships)
- Crosslauf-Weltmeisterschaften (seit 1973) (offiziell: World Athletics Cross Country Championships)
- World Athletics Race Walking Team Championships
- World Athletics Relays (seit 2014)
- Diamond League (seit 2010)
- World Athletics Continental Tour
- World Athletics Indoor Tour
- World Athletics Label Road Races (seit 2008)
- World Athletics Cross Country Tour
- World Athletics Combined Events Tour
- World Athletics Race Walking Tour

Ehemalige Veranstaltungen:
- Leichtathletik-U18-Weltmeisterschaften (1999 bis 2017)
- Leichtathletik-Weltcup (1977 bis 2006) bzw. Leichtathletik-Continentalcup (2010 bis 2018) (offiziell World Athletics Continental Cup)
- Halbmarathon-Weltmeisterschaften (offiziell: World Athletics Half Marathon Championships)
- IAAF Grand Prix, IAAF Super Grand Prix und IAAF Golden League (bis 2009)
- Leichtathletik-Weltfinale (2003 bis 2009) (offiziell: IAAF World Athletics Final)
- IAAF World Challenge (2010 bis 2019)

## Präsidenten
| Amtsinhaber     | Heimatstaat            | Amtszeit  |
| --------------- | ---------------------- | --------- |
| Sigfrid Edström | Schweden               | 1912–1946 |
| Lord Burghley   | Vereinigtes Königreich | 1946–1976 |
| Adriaan Paulen  | Niederlande            | 1976–1981 |
| Primo Nebiolo   | Italien                | 1981–1999 |
| Lamine Diack    | Senegal                | 1999–2015 |
| Sebastian Coe   | Vereinigtes Königreich | seit 2015 |

## Kontinentalverbände

Die sechs World-Athletics-Kontinentalverbände

- Confédération Africaine d’Athlétisme (CAA)
- Asian Athletics Association (AAA)
- European Athletic Association (EAA)
- North American, Central American and Caribbean Athletic Association (NACAC)
- Oceania Athletics Association (OAA)
- Confederación Sudamericana de Atletismo (CONSUDATLE)

## Kritik

### Umgang mit Doping
Der Verband soll von hunderten Sportlern mit auffälligen Blutproben gewusst und trotzdem keine Konsequenzen daraus gezogen haben.
Bei diesem Versagen der Kontrollen des Blutdopings durch die damalige IAAF sind neben Athleten aus Russland insbesondere auch Athleten aus Kenia unter Verdacht.
Die Veröffentlichung einer Studie der Universität Tübingen, in denen die Forscher aus Umfragen darauf schlossen, dass etwa ein Drittel der 1800 Athleten in den zwölf Monaten vor den Wettkämpfen gegen Anti-Doping-Regeln verstoßen hatten, wurde laut den Forschern durch die IAAF verhindert.
Im November 2015 wurde bekannt, dass der ehemalige IAAF-Präsident Diack und sein Anwalt in Paris angeklagt werden. Sie sollen ein System der Erpressung installiert haben, in dem sie positive Dopingbefunde gegen Bezahlung verschwinden ließen. Im selben Monat wurde die gesamtrussische Leichtathletik-Föderation (ARAF) vom IAAF-Council vorläufig suspendiert. Damit darf der Verband bis auf weiteres keine Sportler zu internationalen Wettkämpfen entsenden und es drohte ein Ausschluss russischer Leichtathleten von den Olympischen Sommerspielen 2016 in Rio de Janeiro. Mitte Juni 2016 legte die Welt-Anti-Doping-Agentur (WADA) einen Bericht vor, in dem sie konstatierte, dass Athleten und Geheimdienstmitarbeiter in Russland Dopingkontrollen massiv behindert hätten.
Am 17. Juni 2016 verlängerte der Council die Sperre Russlands auf unbestimmte Zeit. Laut WADA-Erkenntnissen seien von Februar bis Mai dieses Jahres insgesamt 736 geplante Dopingproben aus unterschiedlichen Gründen nicht durchgeführt worden. Zudem gäbe es eklatante Versäumnisse vieler Athleten bei der Angabe ihres Aufenthaltsorts. Offiziell muss zwar das Internationale Olympische Komitee über einen Ausschluss der russischen Leichtathleten von den Olympischen Spielen in Rio de Janeiro entscheiden. Da dessen Präsident Thomas Bach aber bereits im Vorfeld angekündigt hatte, die Entscheidung der IAAF zu respektieren, gilt dies als Formsache. Der russische Verband hat noch die Möglichkeit, vor dem Internationalen Sportgerichtshof (CAS) Widerspruch gegen den Beschluss des IAAF einzulegen. Die Stabhochspringerin Jelena Issinbajewa hat angekündigt, persönlich gegen eine eventuelle Sperre zu klagen. Russischen Aktiven, die nicht in Verbindung zum offiziellen System des Landes stehen, soll die Möglichkeit eingeräumt werden, unter neutraler Flagge zu starten. Dies gilt darüber hinaus für Athleten, die sich um die Aufdeckung der Dopingstrukturen verdient gemacht hatten, wie beispielsweise die Läuferin Julija Stepanowa. Die hierfür notwendige Satzungsänderung wurde vom IAAF bereits verabschiedet. Am 21. Juli 2016 wies der CAS eine Klage von 68 russischen Sportlern gegen die Sperre zurück, eine Teilnahme von Leichtathleten des Landes bei den Olympischen Spielen 2016 gilt daher, von individuellen Einzelzulassungen abgesehen, als unwahrscheinlich, ein Ausschluss der gesamten russischen Mannschaft als möglich. In Folge des russischen Überfalls auf die Ukraine im Februar 2022 beschloss World Athletics bis auf weiteres einen Ausschluss russischer und belorussischer Sportler und Sportlerinnen sowie der jeweiligen Teammitglieder und Offiziellen. Die Entscheidung wurde im März 2023 nochmals nach Vorlage des Abschlussberichts der "Russia Taskforce" bestätigt.

### Korruption und Vetternwirtschaft
Mitte Januar 2016 wurde der zweite Teil des Wada-Untersuchungsberichtes veröffentlicht. Seine Hauptaussagen: Lamine Diack ist Hauptverantwortlicher für die Korruption in der damaligen IAAF; Diack soll außerhalb der IAAF eine Gruppe angeführt haben, die Dopingsünder erpresste; Diacks Billigung von Betrug und Erpressung innerhalb der IAAF; unzureichender Einsatz der IAAF gegen Korruption im Verband; andauerndes Fehlen einer funktionierenden Führungsstruktur für angemessenen Einsatz gegen die Korruption; unzweifelhafte Mitwisserschaft des IAAF-Councils an verdächtigen Vorgängen; Beschäftigung von Familienmitgliedern als hochbezahlte Consultants. Zitat des Chef-Ermittlers Richard Pound: „Sie werden sehen, wie es einige Drecksäcke getrieben haben.“